# Distrito electoral de Buda (condado de Lancaster, Nebraska)
Buda (en inglés: Buda Precinct) es un distrito electoral ubicado en el condado de Lancaster en el estado estadounidense de Nebraska. En el Censo de 2010 tenía una población de 607 habitantes y una densidad poblacional de 6,52 personas por km².

## Geografía
Buda se encuentra ubicado en las coordenadas 40°34′12″N 96°44′55″O / 40.57000, -96.74861. Según la Oficina del Censo de los Estados Unidos, Buda tiene una superficie total de 93.1 km², de la cual 92.48 km² corresponden a tierra firme y (0.68%) 0.63 km² es agua.

## Demografía
Según el censo de 2010, había 607 personas residiendo en Buda. La densidad de población era de 6,52 hab./km². De los 607 habitantes, Buda estaba compuesto por el 97.86% blancos, el 0.49% eran amerindios, el 1.15% eran asiáticos, el 0.16% eran de otras razas y el 0.33% pertenecían a dos o más razas. Del total de la población el 1.15% eran hispanos o latinos de cualquier raza.